# Mineralogía

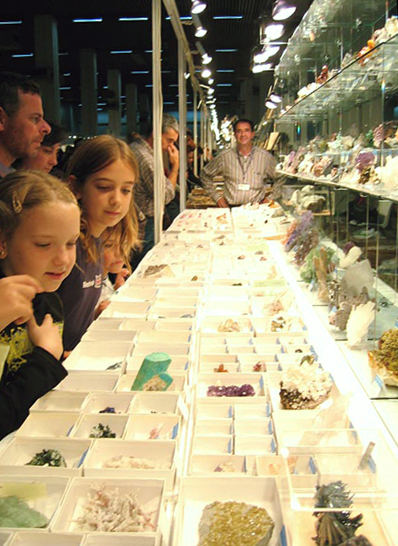
Exposición de minerales

La mineralogía es la rama de la geología que estudia las propiedades físicas y químicas de los minerales que se encuentran en el planeta en sus diferentes estados de agregación. Un mineral es un sólido inorgánico de origen natural, que presenta una composición química definida. Los minerales aportan al ser humano los elementos químicos imprescindibles para sus actividades industriales.

## Ramas de la mineralogía
El estudio de la mineralogía puede hacerse desde distintos puntos de vista.
- Mineralogía general: estudia la estructura y las propiedades de los minerales.
- Mineralogía determinativa: aplica las propiedades fisicoquímicas y estructurales a la determinación de las especies minerales.
- Cristalografíaː estudia las propiedades cristalinas de los minerales, especialmente su estructura interna mediante las técnicas de difracción de rayos X. La cristalografía clásica incluye también el estudio de la geometría externa de los cristales
- Mineralogía físicaː Estudia las propiedades físicas, como dureza, fusibilidad, etc, aunque las propiedades ópticas se suelen considerar separadamente.
- Mineralogía ópticaː estudia las propiedades ópticas de los minerales, utilizando fundamentalmente el microscopio petrográfico.
- Mineralogía químicaː estudia las propiedades químicas de los minerales, especialmente con vistas a su identificación precisa.
- Mineralogénesis: estudia las condiciones de formación de los minerales, de qué manera se presentan los yacimientos en la naturaleza y las técnicas de explotación.
- Mineralogía descriptiva: estudia los minerales y los clasifica sistemáticamente según su estructura y composición, tales como forma cristalográfica, dureza, color y densidad relativa.[2]
- Mineralogía económica: desarrolla las aplicaciones de la materia mineral; como su utilidad económica, industrial, gemológica, etcétera.
- Mineralogía topográfica: estudia los yacimientos minerales de una región o país determinado, describiendo las especies presentes y también los hechos culturales e históricos asociados con ellos y con su explotación.

## Características diagnósticas

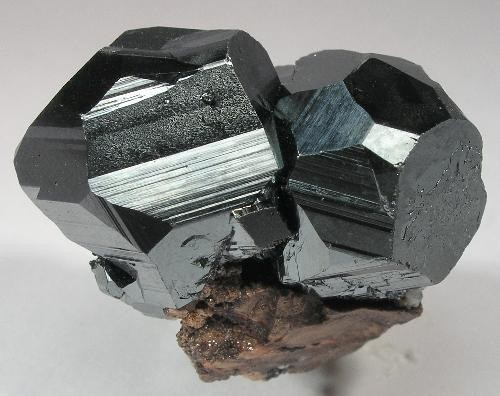
Hematita, mena del hierro.

Cuando se tiene una muestra de mano recolectada en el campo, el geólogo tiene a su disposición varias propiedades, entre ellas: forma cristalina, brillo, raya, dureza (escala de Mohs), exfoliación o fractura, peso específico, color, etc.
La exfoliación de un mineral se presenta cuando en su estructura cristalina, hay enlaces más débiles que otros, por lo que se generan planos a lo largo de los cuales el mineral tiende a romperse cuando se le aplica tensión. Los minerales biotita y moscovita ilustran muy bien esta característica.
El color no es una característica muy confiable, ya que hay minerales como el cuarzo o la fluorita, que tienen diversos colores. En cambio, la raya es el color de un mineral en polvo, la cual se puede obtener al frotar el mineral contra una pieza de porcelana no vidriada. Esta característica es más fiable.
Muchas substancias, por ejemplo el carbono, puede cristalizar en diferentes estructuras (véase cristalografía). Si cristaliza en el sistema cúbico se le denomina diamante, pero si cristaliza en el sistema hexagonal, conforma el grafito. Basta su apariencia para reconocer que son dos minerales diferentes, aunque es necesario un estudio más profundo para comprender que poseen la misma composición química.

## Historia de la mineralogía
En un principio, el hombre fijó su atención en los minerales que podían servirle para satisfacer sus necesidades. Desde el primer momento utilizó el sílex, primero a partir de depósitos superficiales y más adelante incluso mediante explotaciones subterráneas. Mucho más adelante descubrió los metales nativos como el oro y la plata, que se deformaban fácilmente debido a su maleabilidad. Más tarde el cobre nativo, que pronto aprendió a extraer a partir de algunos de sus minerales, especialmente de la malaquita y de la azurita.
Posteriormente descubrió la aleación de éste con el estaño dándole más dureza, y el hierro que fue fundamental para impulsar la civilización. También, en el Neolítico, comenzó la utilización de minerales como la variscita para fabricar adornos. Los metales y su empleo han dado nombre a varios períodos de la Prehistoria como Edad del Cobre (calcolítico), Edad del Bronce y Edad del Hierro. Se han encontrado pinturas egipcias de más de 5000 años en las que se representan artesanos trabajando los minerales. A comienzos del Neolítico se empezaron a grabar signos en las piedras brillantes para aumentar sus poderes mágicos y al final de la Prehistoria se convirtieron en una especie de moneda que intercambiaban por aquello que deseaban poseer.
Los primeros escritos sobre mineralogía —la rama de la geología que estudia las propiedades físicas y químicas de los minerales—, especialmente sobre piedras preciosas, provienen de la antigua Babilonia, del antiguo mundo grecorromano, de la China antigua y medieval —parece que el documento más antiguo relacionado con minerales fue el libro chino San Hey Din (500 a. C.) que señalaba 17 minerales—, y de los textos sánscritos de la antigua India. Aristóteles compendió todo el saber de su época especialmente en ciencias naturales. Su sucesor, Teofrasto de Ereso escribió el que se puede considerar el primer tratado de mineralogía, Pery Lyton [Sobre las piedras], del que se conserva un fragmento bastante extenso y un tratado de los metales que se perdió. Plinio el Viejo, en su obra Naturalis Historia —libros 33, 34, 36 y 37— recopiló todo lo que en aquella época se sabía sobre minería , no solo describiendon muchos minerales diferentes, sino también explicando muchas de sus propiedades, aunque dejando sin respuesta la regularidad que presentan los cristales. Lo mismo hizo el científico persa Al Biruni en Kitab al Jawahir ('Libro de piedras preciosas'). Isidoro de Sevilla en sus Etimologías salvó la cultura clásica para la posteridad, en el libro XVI dedica 24 capítulos a la mineralogía, esta obra ha pasado a la posteridad con el nombre de Lapidario de San Isidoro. En el siglo XIII el filósofo alemán Alberto Magno en su obra De mineralibus describe una serie de especies mineralógicas. El rey de Castilla y León, Alfonso X "El Sabio" publicó el libro El lapidario, curioso estudio de los minerales en el que incluían las piedras preciosas en su relación con los signos del zodíaco.
El especialista del Renacimiento alemán Georg Bauer (Georgius Agricola) escribió obras  en latín que comenzaron el enfoque científico del tema, como De Natura Fossilium (1546) y De re metallica (publicada póstumamente en 1556, con privilegio y licencia del rey Enrique IV de Francia, de la que se hicieron traducciones al alemán y al italiano en ese mismo siglo. Las ediciones en castellano e inglés se publicaron en el siglo XX). Su obra constaba de 12 libros o capítulos tratando cuanto se refería a la minería y mineralogía con 291 grabados. Y fue en la Europa posterior al Renacimiento cuando se emprendieron los estudios científicos sistemáticos de los minerales y las rocas. El estudio moderno de la mineralogía basado en los principios de la cristalografía (los orígenes de la cristalografía geométrica, en sí mismos, se remontan a la mineralogía practicada en los siglos XVIII y XIX) y al estudio microscópico de las secciones de roca empezó con la invención del microscopio en el siglo XVII.
En 1669, el anatomista y geólogo danés Niels Stessen (Nicolás Steno), observó  por primera vez la regularidad geométrica en la formación de los cristales, la ley de la constancia de los ángulos interfaciales (también conocida como la primera ley de la cristalografía) en los cristales de cuarzo.: 4  Esto fue más tarde generalizado y establecido experimentalmente en 1783 por Jean-Baptiste Romé de l'Isle, que confirmó el descubrimiento de la constancia de los ángulos diedros de los cristales de una misma especie mineral, que ya había sido descrita por el profesor Lomonosov en 1745. René Just Haüy, sacerdote, físico y mineralogista francés considerado el «padre de la cristalografía moderna», debido a la caída de un cristal de calcita, descubrió que todos los cristales de este mineral estaban compuestos por la adición de romboedros elementales cadá vez menores cuando se rompía un nuevo fragmento, hasta cristales prácticamente invisibles a simple vista. En su obra Traité de la cristallographie estableció las bases de una nueva ciencia, la cristalografía, que agrupa los cristales según la simetría de su cristalización y demostró que los cristales son periódicos y estableció que las orientaciones de las caras de los cristales se pueden expresar en términos de números racionales, como se codificó más adelante en los índices de Miller.: 4 
El francés Auguste Bravais sentó las bases de la estructura cristalina. A partir de la invención en 1809 del goniómetro de reflexión por William Hyde Wollaston, se realizaron con más exactitud las medidas angulares en los cristales.
En 1814, el químico sueco Jöns Jacob Berzelius, basándose en algunos hallazgos de Eilhard Mitscherlich,  introdujo una clasificación de los minerales basada en su química en lugar de en su estructura de cristal. William Nicol  desarrolló el prisma de Nicol, que polariza la luz, en 1827-1828 mientras estudiaba la madera fosilizada; Henry Clifton Sorby demostró que las secciones delgadas de los minerales podían identificarse por sus propiedades ópticas utilizando un microscopio de luz polarizada.: 4 : 15  James D. Dana publicó en 1837 su primera edición de A System of Mineralogy  y en una edición posterior introdujo una clasificación química que sigue siendo la norma.: 4 : 15 
En el siglo XIX y principios del siglo XX la minería alcanzó gran difusión y por tanto también el coleccionismo de minerales que motivó la posibilidad de encontrar abundantes piezas de gran valor y la creación de grandes museos en Europa y Norteamérica.
En el siglo XX, la difracción de rayos X fue demostrada por  Max von Laue en 1912, y ya desarrollada, se convirtió en una herramienta para analizar la estructura cristalina de los minerales por parte del equipo padre/hijo  William Henry Bragg y William Lawrence Bragg.: 4 

## Propiedades físicas

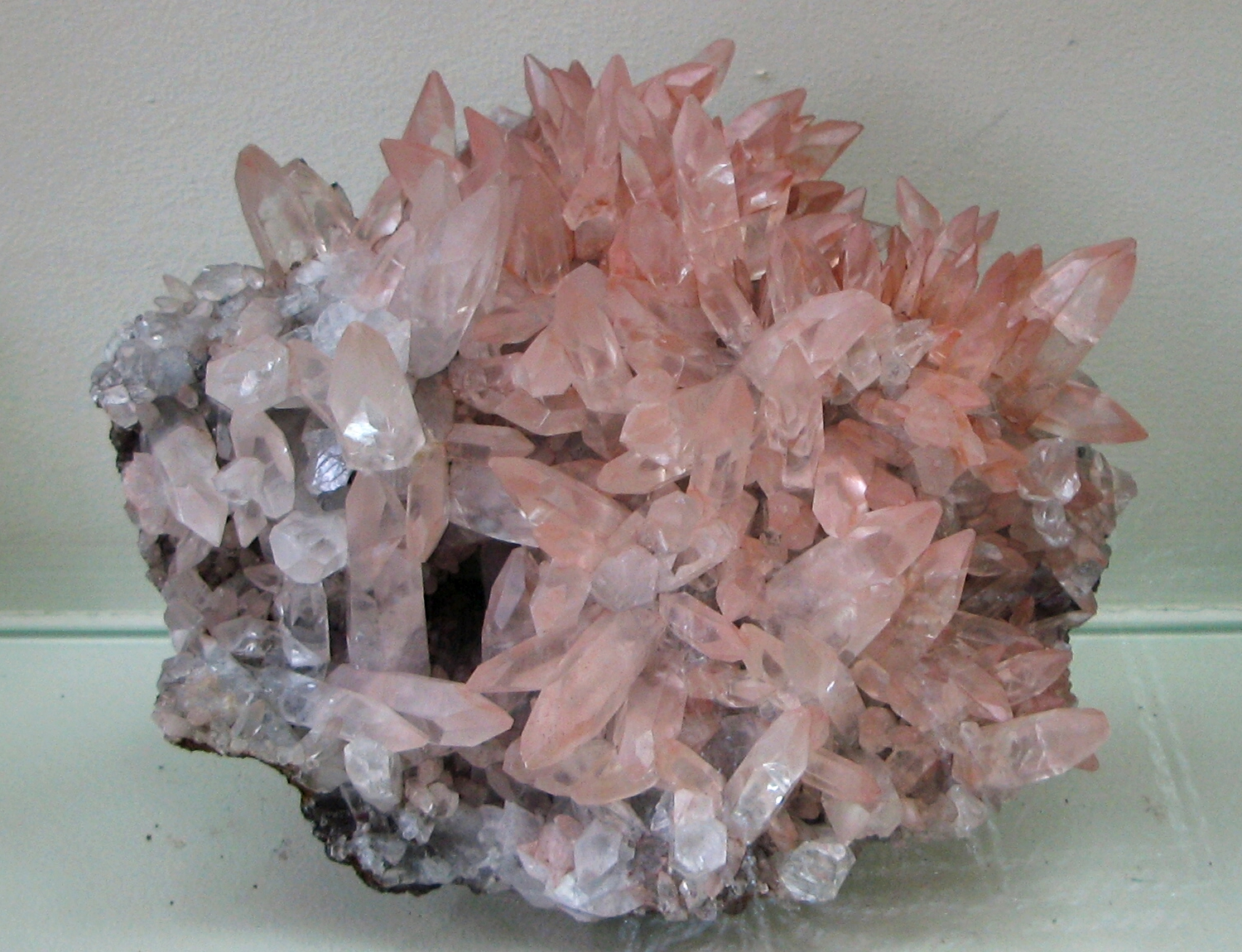
La calcita es un mineral carbonato (CaCO_{3}) con una estructura cristalina de romboedro.

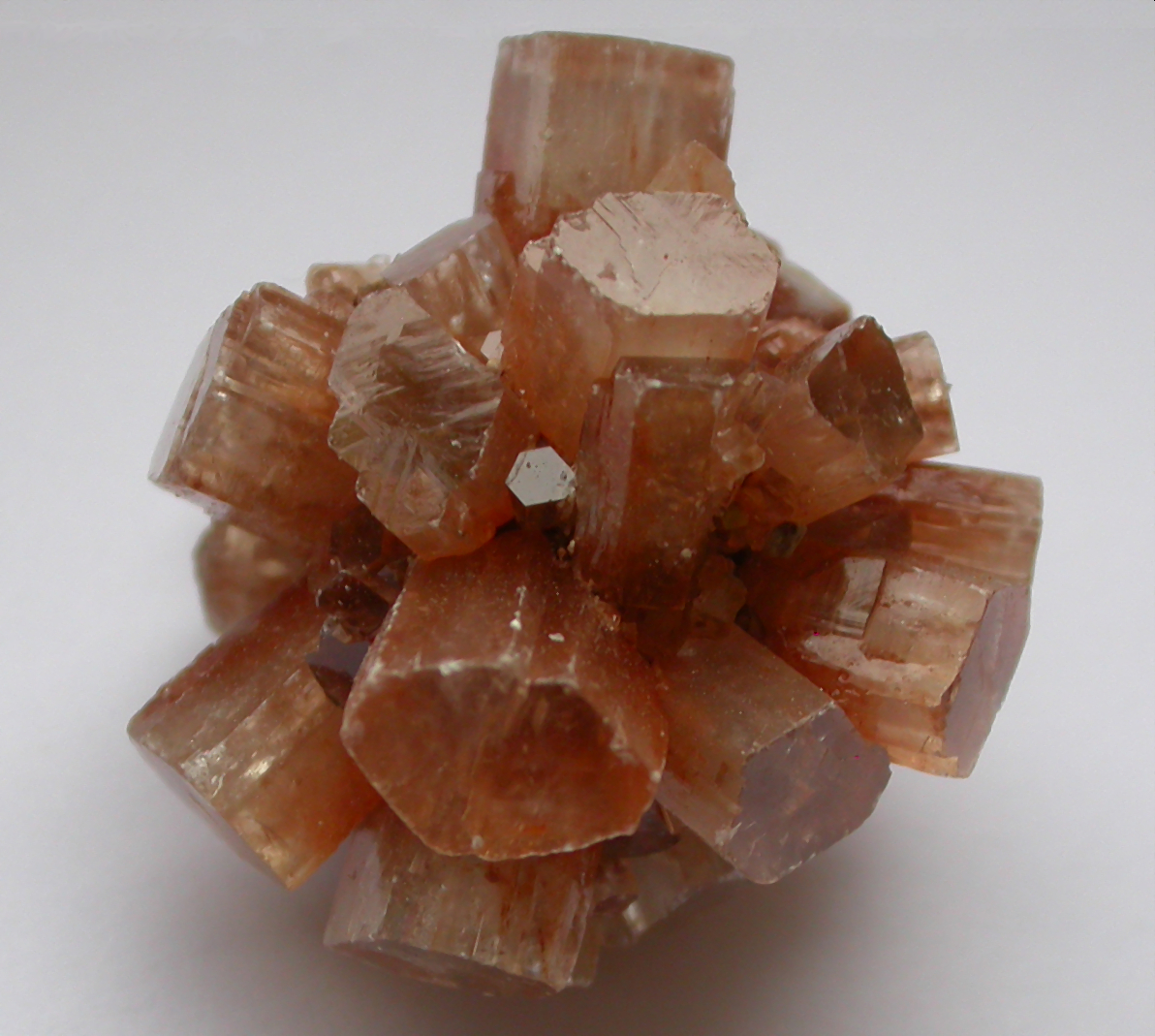
La aragonita es un cristal plimorfo ortorrómbico de calcita.

Un primer paso para identificar un mineral es examinar sus propiedades físicas, muchas de las cuales pueden medirse en una muestra manual. Se pueden clasificar por densidad (a menudo dada como gravedad específica); medidas de cohesión mecánica (dureza, tenacidad, exfoliación, fractura, separación); propiedades visuales macroscópicas (lustre, color, veta, luminiscencia, diafanidad); propiedades magnéticas y eléctricas; radiactividad y solubilidad en cloruro de hidrógeno (HCl).: 97–113 : 39–53 
La dureza se determina mediante comparación contra otros minerales. En la Escala Mohs, un conjunto estándar de minerales se numeran en orden de dureza creciente desde el 1 (talco) hasta el 10 (diamante). Un mineral más duro rayará a uno más blando, por lo que un mineral desconocido puede ser colocado en esta escala, por los minerales que raya y los que lo rayan. Unos pocos minerales como la calcita y la cianita tienen una dureza que depende significativamente de la dirección.: 254–255  La dureza también puede medirse en una escala absoluta utilizando un esclerómetro; en comparación con la escala absoluta, la escala de Mohs no es lineal.: 52 
La tenacidad se refiere a la forma en que se comporta un mineral, cuando se rompe, se aplasta, se dobla o se desgarra. Un mineral puede ser frágil, maleable, séctil, dúctil, flexible o elástico. Una influencia importante en la tenacidad es el tipo de enlace químico (por ejemplo, iónico o metálico).: 255–256 
De las otras medidas de cohesión mecánica, el clivaje es la tendencia a romperse a lo largo de ciertos planos cristalográficos. Se describe por la calidad (por ejemplo, perfecta o justa) y la orientación del plano en la nomenclatura cristalográfica. 
El partido es la tendencia a romperse a lo largo de los planos de debilidad debido a la presión, la macla o la exsolución. Cuando no se producen estos dos tipos de rotura, la fractura es una forma menos ordenada que puede ser concoidea (con curvas suaves que se asemejan al interior de una concha), fibrosa, astillada, hackly (dentada con bordes afilados), o desigual.: 253–254 
Si el mineral está bien cristalizado, también tendrá un hábito cristalino distintivo (por ejemplo, hexagonal, columnar, botrioidal) que refleja la estructura cristalina o la disposición interna de los átomos.: 40–41  También se ve afectado por los defectos del cristal y por la giro. Muchos cristales son polimórficos, teniendo más de una estructura cristalina posible dependiendo de factores como la presión y la temperatura.: 66–68 : 126 

## Estructura cristalina

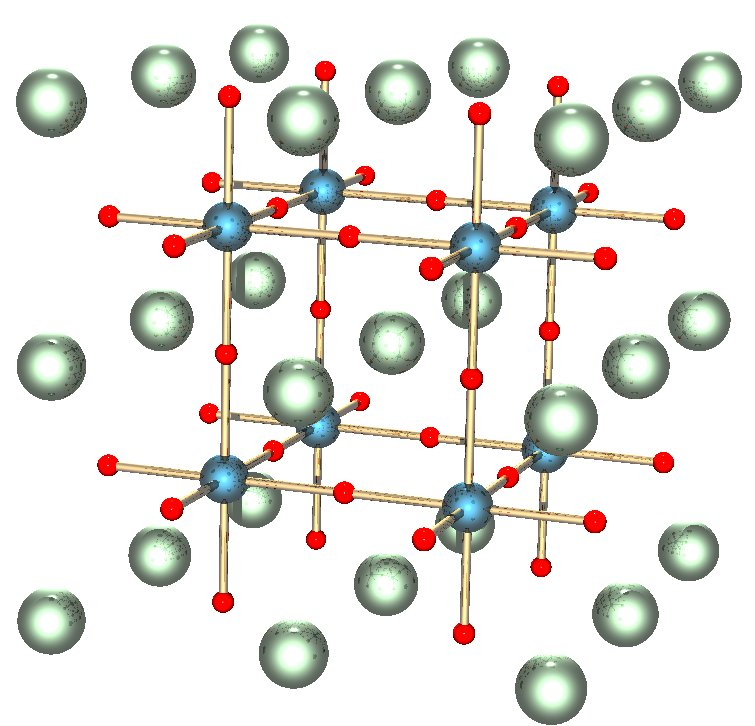
La estructura cristalina de la perovskita. El mineral más abundante en la Tierra, bridgmanita, tiene esta estructura. Su fórmula química es (Mg,Fe)SiO_{3}; las esferas rojas son átomos de oxígeno, las esferas azules de silicio y la esferas verde magnesio o hierro.

La estructura cristalina es la disposición de los átomos en un cristal. Está representada por una red de puntos que repite un patrón básico, llamado celda unitaria, en tres dimensiones. La red puede caracterizarse por sus simetrías y por las dimensiones de la celda unitaria. Estas dimensiones están representadas por tres índices de Miller.: 91–92  La red permanece inalterada por ciertas operaciones de simetría con respecto a todo punto de la red: reflexión, rotación, inversión, y inversión rotatoria, una combinación de rotación y reflexión. Juntos, forman un objeto matemático llamado grupo de puntos cristalográficos o clase de cristal. Hay 32 clases de cristal posibles. Además, hay operaciones que desplazan todos los puntos: traslación, eje helicoidal, y plano de deslizamiento. En combinación con las simetrías puntuales, forman 230 posibles grupos espaciales.: 125–126 
La mayoría de los departamentos de geología disponen de equipos de rayos X para difracción de polvos para analizar las estructuras cristalinas de los minerales.: 54–55  Los rayos X tienen longitudes de onda del mismo orden de magnitud que las distancias entre los átomos. La difracción, la interferencia constructiva y destructiva entre las ondas dispersadas en diferentes átomos, conduce a patrones distintivos de alta y baja intensidad que dependen de la geometría del cristal. En una muestra que se muele hasta formar un polvo, los rayos X muestrean una distribución aleatoria de todas las orientaciones del cristal. La difracción de polvos puede distinguir entre minerales que pueden parecer iguales en una muestra manual, por ejemplo cuarzo y sus polimorfos tridimita y cristobalita.: 54 
Los minerales isomorfos de diferentes composiciones tienen patrones de difracción de polvo similares, siendo la principal diferencia el espaciado y la intensidad de las líneas. Por ejemplo, la NaCl (halita) tiene una estructura cristalina del grupo espacial Fm3m; esta estructura la comparten la silvita (KCl), la periclasa (MgO), la bunsenita (NiO), la galena (PbS), alabandita (MnS), clorargirita (AgCl), y osbornita (TiN).: 150–151 

## Ecología mineral
En 2011, varios investigadores comenzaron a desarrollar una base de datos de la evolución de los minerales. Esta base de datos integra el sitio crowd-sourced Mindat.org, que cuenta con más de 690.000 pares mineral-localidad, con la lista oficial de minerales aprobados por la IMA y los datos de edad de las publicaciones geológicas.
Esta base de datos permite aplicar la estadística para responder a nuevas preguntas, un enfoque que se ha denominado ecología mineral. Una de estas preguntas es qué parte de la evolución de los minerales es determinista y qué parte es el resultado de la casualidad. Algunos factores son deterministas, como la naturaleza química de un mineral y las condiciones para su estabilidad; pero la mineralogía también puede verse afectada por los procesos que determinan la composición de un planeta. En un artículo de 2015, Robert Hazen y otros analizaron el número de minerales que implican cada elemento en función de su abundancia. Encontraron que la Tierra, con más de 4800 minerales conocidos y 72 elementos, tiene una relación de ley de potencia. La Luna, con solo 63 minerales y 24 elementos (basada en una muestra mucho más pequeña) tiene esencialmente la misma relación. Esto implica que, dada la composición química del planeta, se podrían predecir los minerales más comunes. Sin embargo, la distribución tiene una larga cola, ya que el 34% de los minerales se han encontrado en solo uno o dos lugares. El modelo predice que miles de especies minerales más pueden estar a la espera de ser descubiertas o haberse formado y luego haberse perdido por la erosión, el enterramiento u otros procesos. Esto implica un papel del azar en la formación de minerales raros.
En otro uso de los grandes conjuntos de datos, se aplicó la teoría de redes a un conjunto de datos de minerales de carbono, revelando nuevos patrones en su diversidad y distribución. El análisis puede mostrar qué minerales tienden a coexistir y qué condiciones (geológicas, físicas, químicas y biológicas) están asociadas a ellos. Esta información puede utilizarse para predecir dónde buscar nuevos yacimientos e incluso nuevas especies minerales.

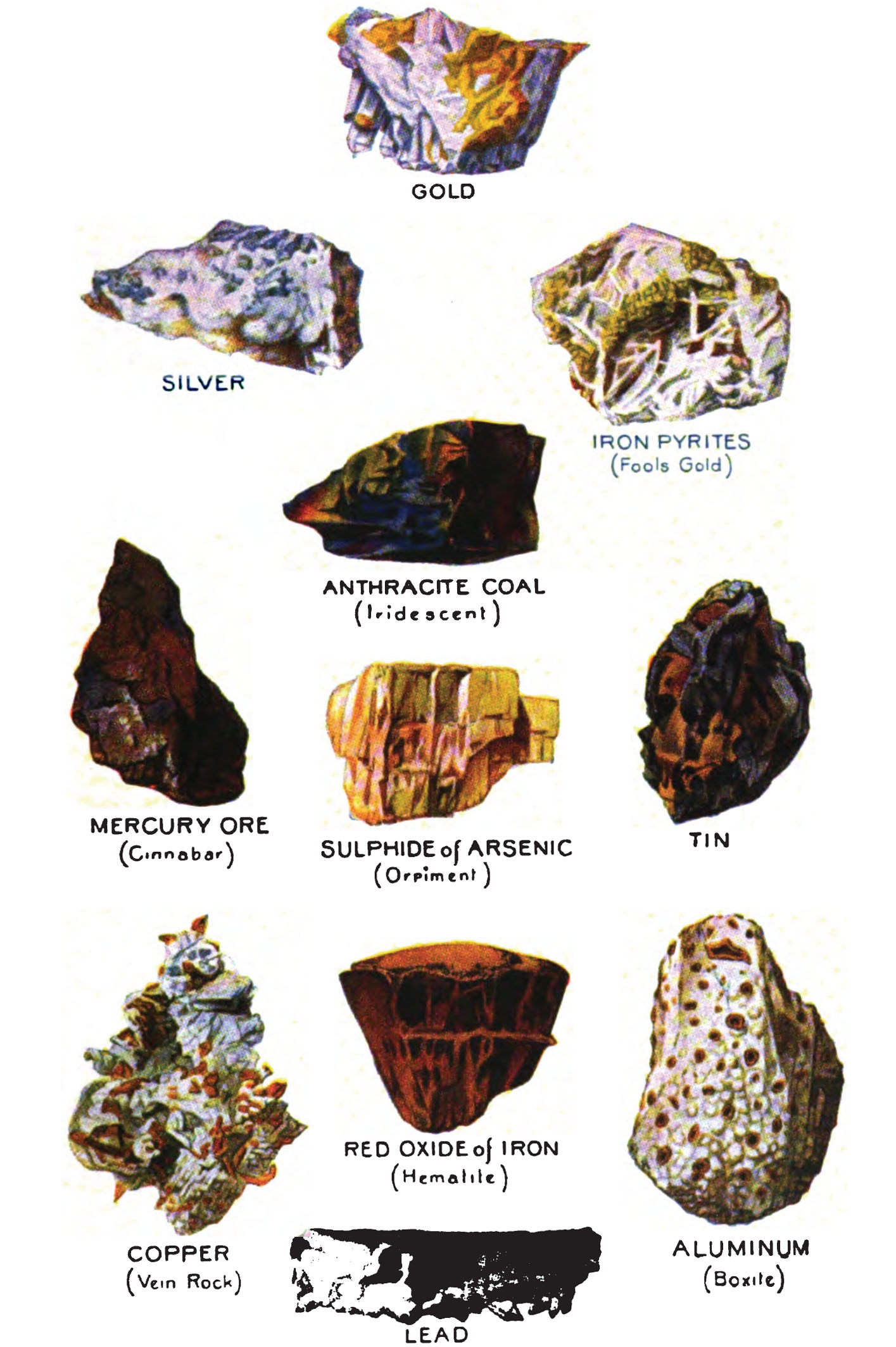
Una carta de colores de algunas formas brutas de metales comercialmente valiosos.